# باب برگن
باب برگن (انگلیسی: Bob Bergen؛ زادهٔ ۸ مارس ۱۹۶۴) صدا پیشه اهل ایالات متحده آمریکا است. وی از سال ۱۹۸۵ میلادی تاکنون مشغول فعالیت بوده‌است. محبوب‌ترین کار وی را می‌توان صدا پیشگی نقش پورکی پیگ در مجموعه انیمشن‌های لونی تونز که توسط برادران وارنر ساخته شده‌است، دانست. او همچنین در فیلم‌های ببین حالا کی حرف می‌زنه، دانستون بررسی می‌کند، بابا نوئل ۳ و لونی تونز گویندگی کرده‌است.